# Micraster brevis
Espèce
Micraster brevis est une espèce éteinte d'oursins de la famille des Micrasteridae et du genre Micraster, elle est datée du Crétacé supérieur .

## Morphologie

Les deux faces du même spécimen Muséum de Toulouse

## Stratigraphie
Extension stratigraphique : de la partie supérieure du Turonien (ex-Angoumien) au Coniacien.

## Systématique
L'espèce Micraster brevis a été décrite par le naturaliste suisse Pierre Jean Édouard Desor en 1847.

### Synonymes
- † Spatangus gibbus Goldf., 1816
- † Micraster gibbus Agassiz [3]